# Edmund Beckett
Edmund Beckett (Nottinghamshire, Anglaterra, 12 de maig de 1816 - 29 d'abril de 1905), primer baró Grimthorpe, conegut anteriorment com a Sir Edmund Beckett, cinquè baronet i Edmund Beckett Denison, va ser advocat, rellotger i arquitecte. El 1851 va dissenyar el mecanisme del rellotge del palau de Westminster, responsable de les campanades del Big Ben.
També va ser responsable de la reconstrucció de la façana oest, el sostre i transsepte finestres de la catedral de St Albans. Tot i que l'edifici necessitava una reparació, l'opinió popular de l'època sostenia que va canviar el caràcter de la catedral. Algunes de les addicions que va fer Beckett inclouen estàtues dels quatre evangelistes al voltant de la porta occidental, amb l'estàtua de Sant Mateu que té la cara de Beckett. Després va abocar l'atenció a les esglésies de St Peter i més tard St Michael a la mateixa ciutat. El 1868 va treballar amb William Henry Crossland per dissenyar l'església de St Chad, Far Headingley a Leeds.
Va néixer a Era fill de Sir Edmund Beckett, quart baronet. Va estudiar a Eton College, i va ser nomenat baró Grimthorpe el 1886. També conegut com a Edmund Beckett Denison, es va casar amb Fanny Catherine (23 de febrer de 1823 - 8 de desembre de 1901), filla de John Lonsdale, 89è bisbe de Lichfield. Va morir el 29 d'abril de 1905 després d'una caiguda, va ser enterrat als terrenys de la catedral de St Albans.